# اوپگار
اوپگار (به فرانسوی: Auppegard) یک کمون در فرانسه است که در canton of Bacqueville-en-Caux واقع شده‌است. اوپگار ۷٫۳۳ کیلومتر مربع مساحت دارد ۱۰۲ متر بالاتر از سطح دریا واقع شده‌است.